# Iglesia de la Encarnación (Popayán)
El Claustro de Nuestra Señora de la Encarnación de las Monjas Agustinas Descalzas, denominada simplemente como la Iglesia de la Encarnación es un templo de culto católico ubicado en Popayán, Colombia en pleno centro histórico de la misma ciudad, en la esquina de la carrera 5 con calle 5 (llamadas también calles de las Monjas y Real de las Catedrales). Antiguamente y hasta 1863, era la capilla del claustro de la Encarnación anexo que hoy en día es el Colegio Mayor del Cauca. 
Esta iglesia es llamada como ''de las custodias'', debido a que todos los retablos laterales están coronados por soles resplandecientes que encierran motivos religiosos y semejan a este elemento litúrgico utilizado durante la exposición del Santísimo Sacramento. En su inventario de bienes destaca que es una de los mejores ejemplos del estilo barroco payanes reflejado en su imaginería y ebanistería de los altares. Destacando además el hermoso sotacoro que soporta el coro alto que es una red de bóvedas de crucería de influencia bizantina que en su tiempo estuvo todo policromado pero que en la actualidad solo se ha logrado rescatar fragmentos de la pintura original.

## Historia

### SigloXVI-XVII
Después que se cimentó la fundación de la naciente villa de Asunción de Popayán, se iniciaron las construcciones de distintas instituciones eclesiásticas y civiles para brindarles distintos servicios a la comunidad española que poco a poco se asentaban en los lotes adquiridos o cedidos por las autoridades. Es aquí cuando al notar la ausencia de un centro educativo destinado para la formación de las hijas y señoritas de las familias acaudaladas castellanas y de las gentes rurales, el segundo obispo de la ciudad don Agustín de la Coruña tomó la iniciativa de fundar una sede para suplir esta necesidad de la naciente población por lo que donó sus bienes 1564 para la fundación de un monasterio austero y para ser regido en la más fiel arquitectura monacal piadosa, mandó a traer desde España a la Orden de las Agustinas Descalzas para que lo administraran, quedando establecida la misión en el año de 1592 con la instalación de algunas religiosas en la modesta casa levantada para ella al costado suroriental de la plaza central.

### Después de 1736
Naturalmente, el complejo monástico se amplió en los siglos XVII al XVIII, destacan el establecimiento de un torreón en la esquina nororiental a inicio del siglo XVI para que las monjas pudieran dilucidar los eventos y vida diaria del centro histórico, así como las habituales celebraciones religiosas como son las procesiones de Semana Santa, de Navidad y de fiestas patronales.

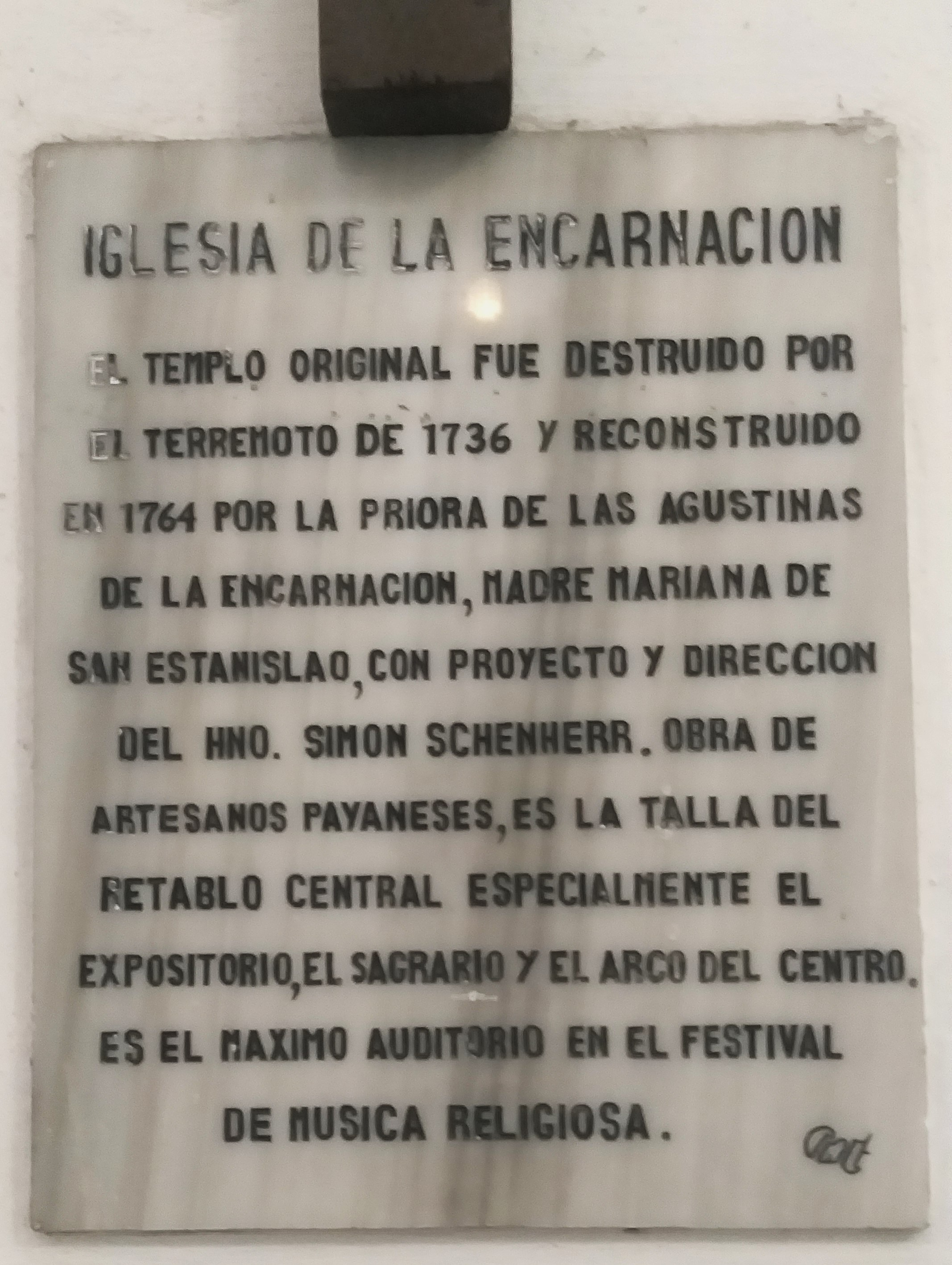
Placa conmemorativa en mármol de la historia del edificio.

Además de la concesión de un huerto del tamaño de una cuadra completa al sur del convento (Enmarcado hoy entre las calles de las Cárceles, La Chirimoya, San Agustín y El Empedrado (Calles 6 y 7 con Carreras 6 y 5)) por medio de una Real Cédula del rey Carlos II ''El hechizado'' en el año de 1698, con el fin de que las monjas tuvieran un autosustento y cumplieran a cabalidad su voto de clausura.
Igualmente durante el periodo de apogeo de las cofradías en la primera etapa de la iglesia, se tiene registro de importantes donaciones efectuadas por una en particular, la de San José. Entre 1712 a 1808 periodo de actividad de la organización religiosa, se deja como inventario la concesión de un retablo dorado con la imagen de San José con un Niño Jesús en brazos, seis niños dios encarnados barrocos, una imagen de Santa Teresa de Jesús, una talla de Nuestra Señora del Monte Carmelo o del Carmen con una corona de plata, otra de Santa Rosalía con un vestido de damasco negro, dos esculturas más de su santo titular, además de un sagrario con un espejo con marco dorado dentro y más de tres frontales de escultura dorados.
Sin embargo, el 2 de febrero de 1736 se vivió uno de los terremotos más devastadores de la historia de la capital provincial, cuando casi la totalidad del centro fue arrasado dejando en pie nada más la Ermita y unas tres o cuatro casonas aproximadamente que por sus fuertes paredes y cimientos lograron sobrevivir pero en malas condiciones, las demás edificaciones fueron totalmente destruidas perdiéndose en gran medida el estilo colonial del imperio de los Austria españoles, pero a su vez surgiendo una nueva arquitectura formada por la española junto con el barroco neogranadino y el neoclásico que apenas arribaba de la Europa ilustrada denominado después como estilo ''Popayán''

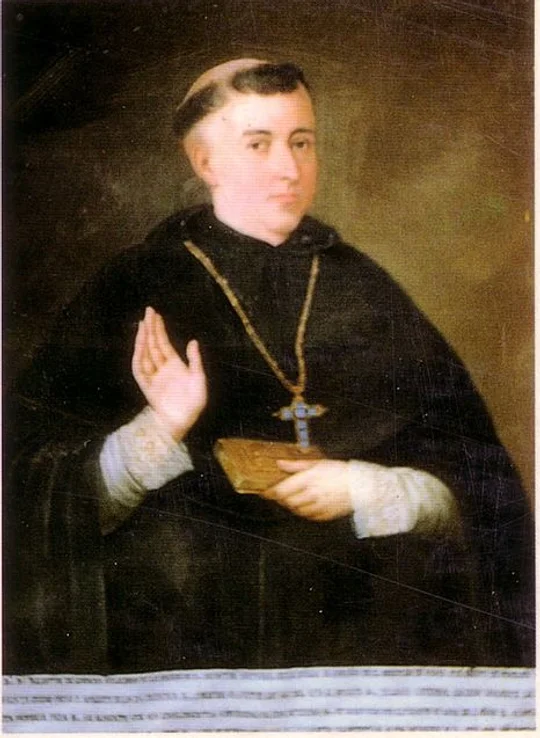
Fray Agustín de Coruña, segundo obispo de Popayán y promotor de la primera Iglesia de las Monjas Agustinas Descalzas.

Sucediendo todo esto en tiempos de la Reverenda Madre Mariana de San Estanislao y Saa que fungía como abadesa del convento de agustinas, optó por reconstruir más imponente y hermosa la capilla y el claustro en ruinas por lo que se contrató al arquitecto jesuita Simón Schenherr quien ya estaba cumpliendo con las obras de la Iglesia de San José, para la realización del diseño y la dirección de la construcción que comenzó hacia 1764 al reunirse los fondos suficientes para iniciar, se planteó una iglesia conventual de una sola nave, con presbiterio y un coro sostenido por sotocoro, además de un campanario. Todo el conjunto en estilo ''Popayán'' y barroco europeo jesuítico.Contando con un sistema arquitectónico de nave única y central, el cual es un rasgo característico de los conventos femeninos, siendo según el arquitecto Germán Téllez: “la cubierta se hizo de par y nudillo, pañetada interiormente y pintada en sus faldones y harneruelo”.
Fue obra de Schenherr la realización del hermoso camarín sobresaliente sobre la calle de las monjas, el cual fue una de las últimas intervenciones de Simón, ya que él junto con la demás congregación jesuita fueron expulsados de todo el Virreinato de la Nueva Granada por orden real de Carlos III de España, por lo tanto, la culminación del templo quedó a cargo del arquitecto Gregorio Causi, la que tuvo lugar en el año de 1782.

### SigloXIX

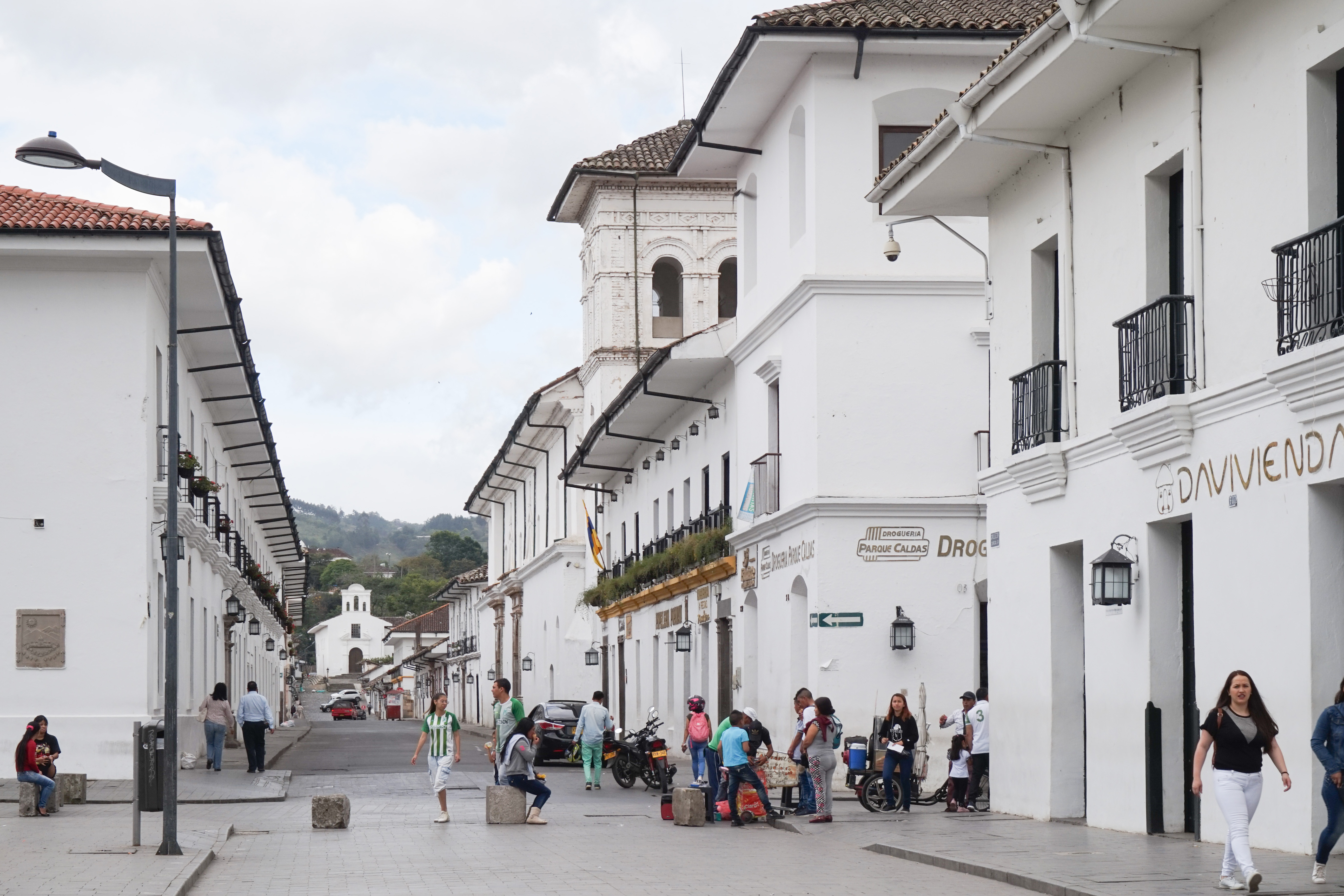
El mirador de las monjas y la iglesia vistos desde el Parque Caldas. (Calle 5)

Comenzando con acontecimientos turbulentos como la Independencia de Colombia en 1811, la ciudad se vio sacudida por varios eventos lamentables como el gran saqueo por parte de Antonio Nariño que arrebató mucho del arte y patrimonio payanes para servir a la causa libertadora.
No obstante, las hermanas agustinas descalzas fueron expulsadas de la ciudad en 1863.por mandato de la Ley de Desamortización de Manos Muertas promulgada por el presidente patojo Tomás Cipriano de Mosquera, quedando la iglesia bajo amparo de la diócesis de Popayán, mientras que el enorme claustro fue seccionado, siendo la huerta separada por una calle (la de la Chirimoya) administrándola la alcaldía y el convento quedó bajo la tutela de la Nación.
Hacia el año 1898 el claustro volvería a destinarse a la educación pero ahora bajo la tutela de las hermanas Josefinas (San José de Tarbes), quienes continúan habitándolo hasta 1920, desde ahí pasó a depender de la Gobernación del Cauca. Tiempo después, el 25 de octubre de 1927, cuando se fundó el colegio del Sagrado Corazón de Jesús administrado por las hermanas Salesianas por cerca de 50 años. Por gestiones especiales realizadas por la rectora del Colegio Mayor del Cauca Ruth Cepeda Vargas ante la Gobernación, se expidió la Ordenanza 020 del 27 de diciembre de 1977 que dictaba el traspaso de propiedad del convento a la institución, sien embargo no se hizo efectivo por más de dos años, cuando ya pasa a ser oficialmente la sede del colegio.

### Terremoto de 1983
Tuvo lugar el 31 de marzo de 1983, contando con una magnitud tal que toda la ciudad fue semidestruida, quedando el claustro en muy malas condiciones, sobre todo comprometiendo la techumbre, las paredes y con ello los hermosos retablos barrocos. Sufriendo el convento unas averías tales que el Colegio Mayor se quedó sin sede por mucho tiempo, siendo la restauración del edificio financiada por la misma institución, finalizándose a los pocos años después. 

## Cofradías
Una tradición traída desde España, las cofradías coloniales surgieron por la necesidad de los fieles de agruparse en organizaciones en torno a una advocación de su devoción con el fin de promover su veneración, preservar su imagen tutelar y realizar las correspondientes fiestas patronales.
En la Encarnación desde sus etapas más primitivas, fueron fundándose juntas que tuvieron como sede este templo, al mismo tiempo que nuevas devociones llegaban al recinto. Siendo una de las iglesias del centro histórico que más tuvo junto a la Catedral. 
Se tiene constancia de las siguientes cofradías:
- Hermandad de los Españoles del Señor de los Milagros de la Veracruz. (Al parecer el Cristo perteneció a esta iglesia y posteriormente se trasladó al Templo de San Francisco)
- Cofradía de San José. (Fundada hacia 1712 por Joseph Ortiz de Salinas, Gobernador de Popayán)
- Cofradía de Nuestra Señora de la Encarnación. (Patrona y advocación principal de la Iglesia)
- Cofradía de Nuestra Señora de la Asunción. (Patrona de la ciudad, de la Catedral y la Arquidiócesis)
- Cofradía del Señor Jesús Resucitado.
- Cofradía de Nuestra Señora de los Dolores.
- Cofradía de Nuestra Señora de la Concepción.
- Cofradía del Señor Amo Sacramentado.
- Cofradía de Santa Ana.
- Cofradía de Jesús Nazareno.
- Cofradía de Nuestra Señora del Rosario.
- Cofradía de San Francisco de Paula.
- Cofradía de Nuestro Padre San Agustín.
- Cofradía de Nuestra Señora de la Candelaria y la Visitación.

Además se tiene registro de que llegó a albergar las celebraciones solemnes de San Pedro de Alcántara y de Nuestra Señora de la Inmaculada Concepción. Lastimosamente casi la totalidad de las advocaciones que algún día contaron con una cofradía en la iglesia en la actualidad ya no pertenecen a la Encarnación, ya porque fueron sustraídas, saqueadas, vandalizadas, donadas, vendidas o simplemente desaparecieron.

## Retablos

### Altar Mayor

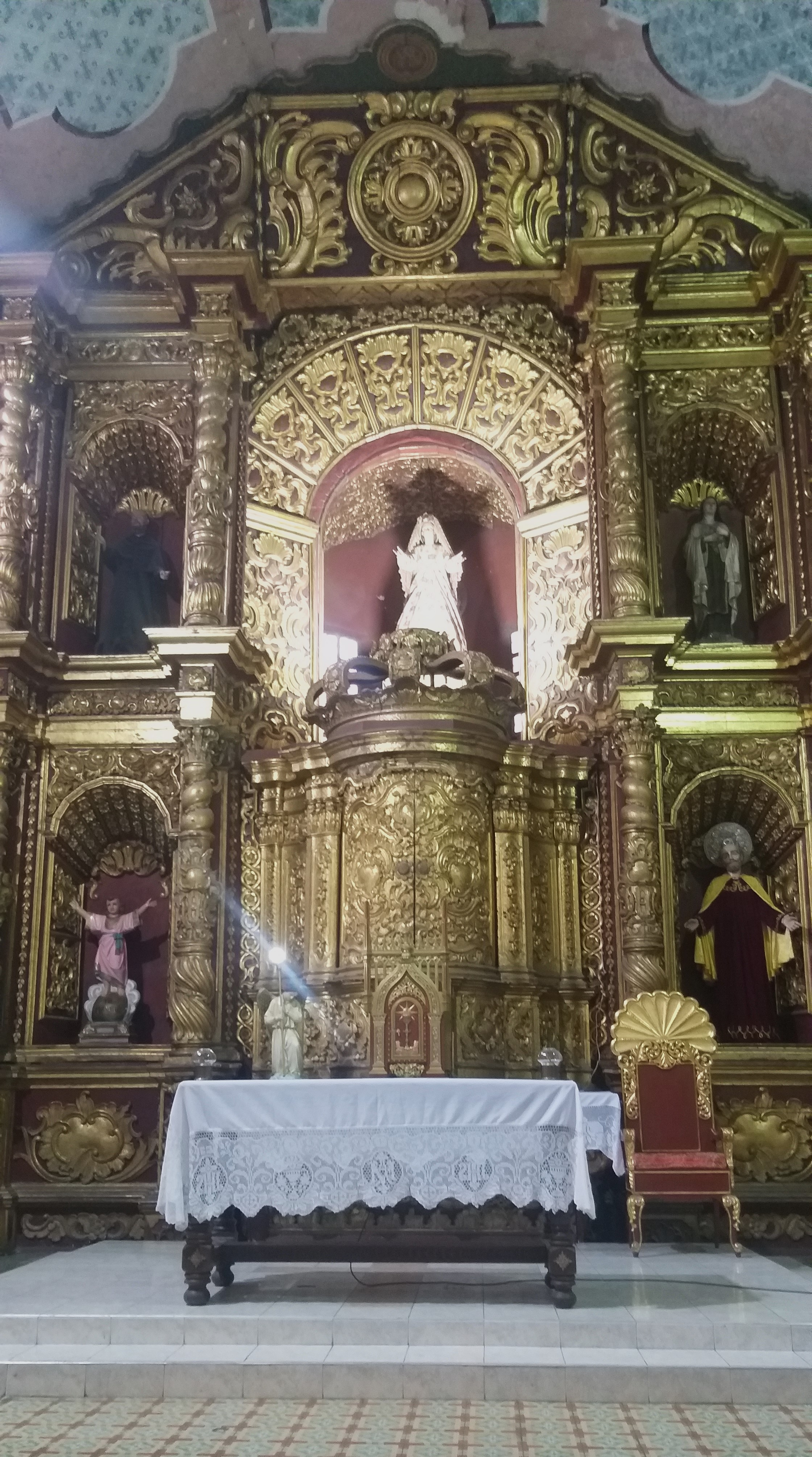
Joya del arte barroco payanes en la iglesia.

Una de las obras magnas y cumbres de la ebanistería de la Escuela Payanesa, se cree que es obra del maestro Sebastián uno de los más grandes exponentes de esta rama durante el siglo XVIII. Es además uno de los más hermosos retablos que tiene la ciudad de Popayán en su centro histórico, contando con un exquisito acabado barroco y la excelente calidad de los detalles tallados a mano y dorados con finas láminas de pan de oro.
Consta de dos pisos de nichos, en el inferior se halla en el centro el sagrario finamente labrado en forma de ábside y culminado en su parte superior por una gigantesca corona en forma imperial. A la derecha se ubica la hornacina donde durante algún tiempo se ubicaba la imagen del Divino Niño Jesús del 20 de Julio, aunque ahora se sitúa ahí la talla de Nuestra Señora de los Dolores. A la izquierda está localizada la escultura de San Pedro Apóstol, que es de procedencia española del siglo XVIII, la cual sale a desfilar durante la Procesión de Nuestro Señor Jesucristo Resucitado celebrada el Sábado Santo y con sede en la Catedral Basílica Nuestra Señora de la Asunción de Popayán.
El piso superior de nichos presenta en el medio y como lugar central privilegiado del retablo al camarín enmarcado por un gran arco de medio punto formado por elaboradas dovelas doradas. Como imagen principal del altar mayor está Nuestra Señora la Virgen de la Pascua, una obra del maestro Alcides Montesdeoca tallada en la ciudad de San Antonio de Ibarra  en el año de 1996, saliendo a desfilar durante la Procesión de Nuestro Señor Jesucristo Resucitado en el Sábado Santo. A la derecha de la virgen se encuentra ubicada la escultura correspondiente a la de San Agustín de Hipona. A la izquierda se sitúa una talla de Santa Teresita del Niño Jesús.

### Altares laterales del costado sur

#### Altar del Ángel de la Resurrección

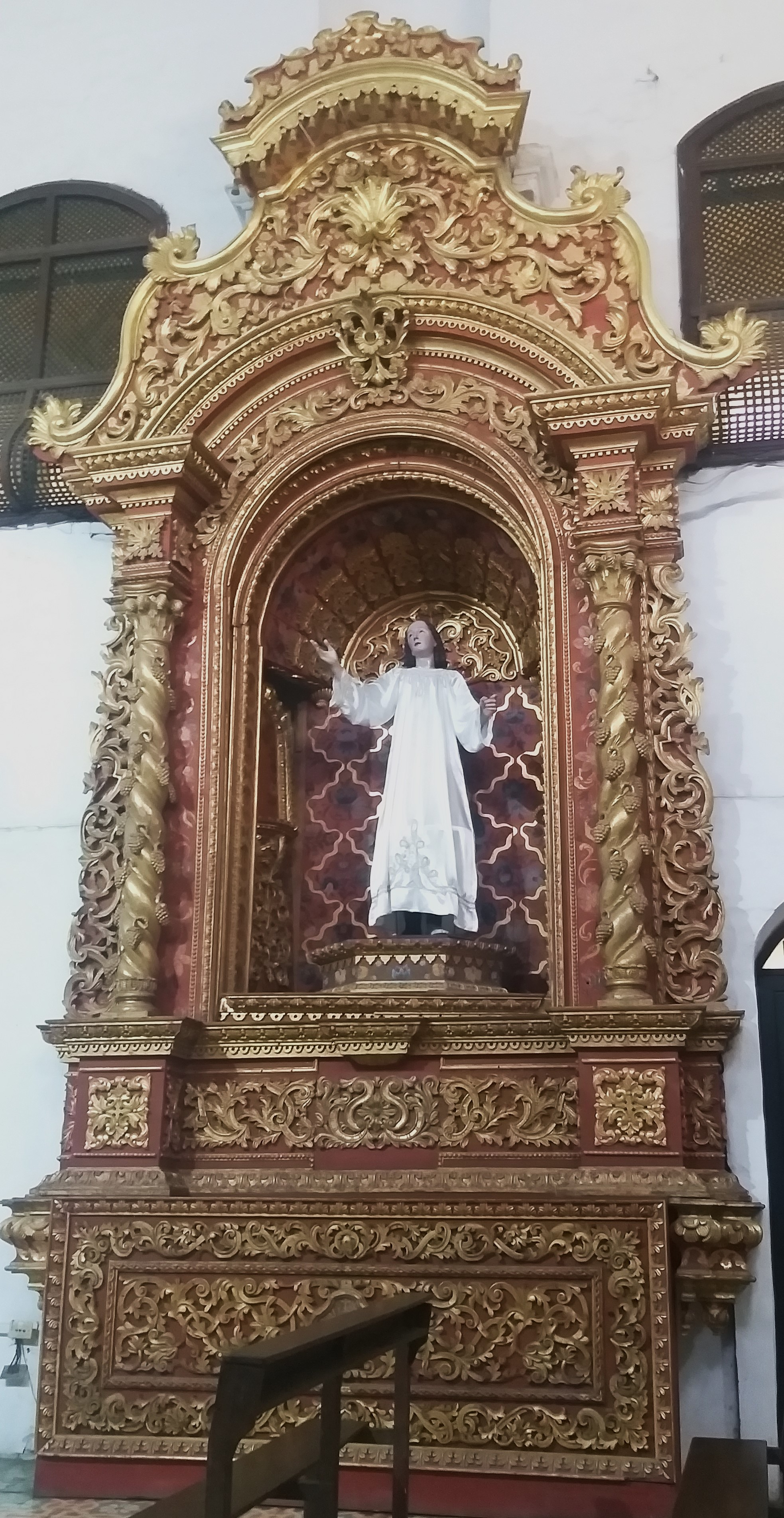
Elaborado retablo con la imagen del ángel

El primer retablo sobre la pared sur que da hacia el convento que hoy en día es el Colegio Mayor del Cauca, es una opulenta obra barroca que consta con un sotacoro adornado con dos rectángulos concéntricos adornados con arabescos dorados en sus interiores, sobre este altar se celebraba la misa bajo la forma de la liturgia tridentina. Sobre esto se levantan dos bases que sustentan sendas columnas salomónicas con sus fustes enroscados que se encuentran coronados por un capitel de orden compuesto al estilo de la época, desde su friso surge un arco rebajado sobre el cual sobresale un dosel con molduras en forma de medio punto.  
La imagen que se venera en este retablo es la del Ángel de la Resurrección, la cual es una obra payanesa del maestro español José Asencio Lamiel realizada en el siglo XX,  la cual salía en sus orígenes en el paso de La Oración del Miércoles Santo con sede en la Ermita de Jesús Nazareno, Santa Bárbara y Santa Catalina de Alejandría hasta que fue cambiada por una talla quiteña del siglo XX.   
Actualmente sale como su propio paso en la Procesión de Nuestro Señor Jesucristo Resucitado del Sábado Santo y con sede en la Catedral de Nuestra Señora de la Asunción de Popayán, igualmente esta imagen desfila durante las Procesiones de Bajada y Subida en honor a la fiesta de Nuestra Señora de Belén, bajo la advocación del Ángel de Nazareth y la Estrella de Belén.  

#### Altar de Nuestra Señora de los Dolores

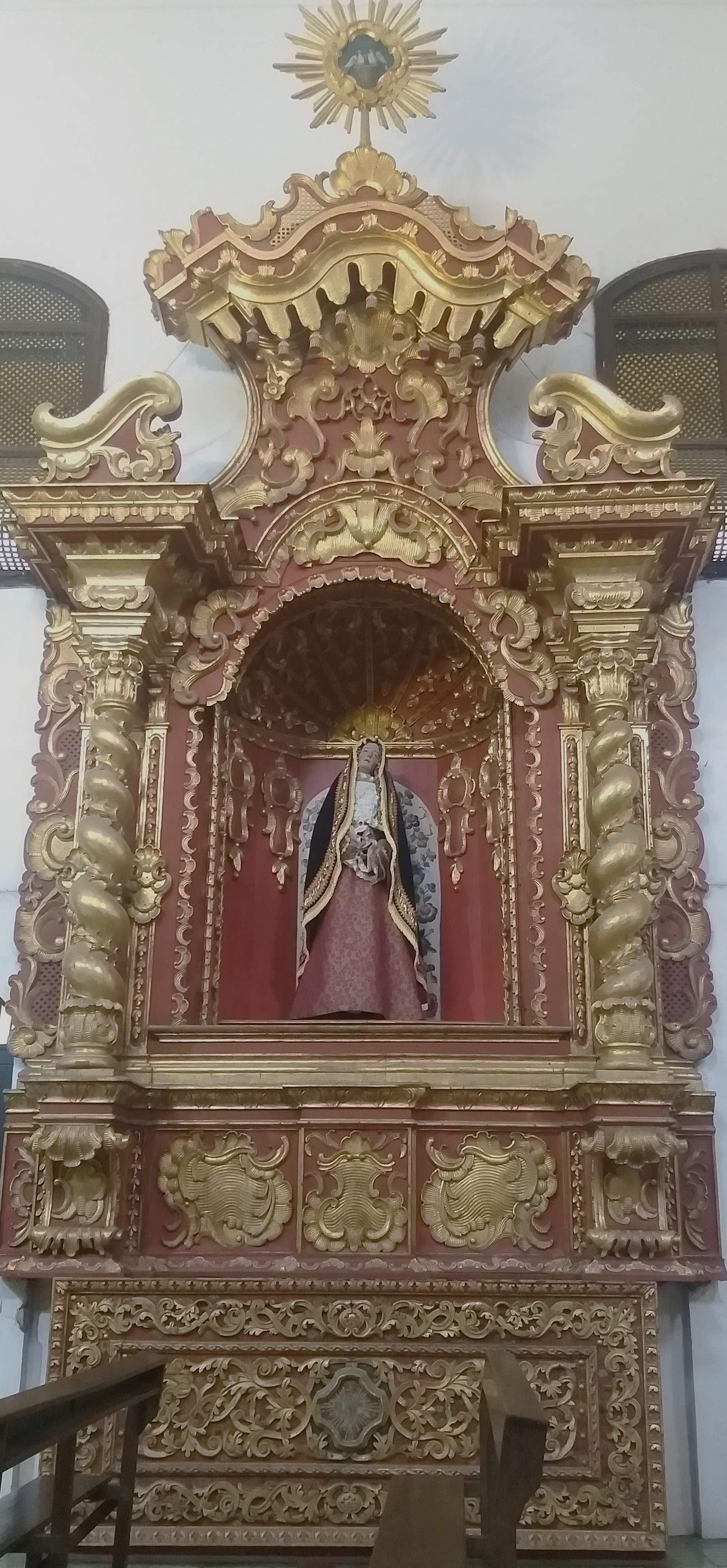
Altar dedicado a la Virgen de los Dolores.

El segundo retablo sobre la pared sur que da hacia el convento que hoy en día es el Colegio Mayor del Cauca, es una maravillosa obra barroca de la escuela payanesa. Consta de un sotabanco que está adornado con una flor que cuenta con un sagrado corazón en su interior, por el cual se cree que es el Santo e Inmaculado Corazón de María.  
Por encima del altar donde antaño se celebraba la misa tradicional tridentina se levantan dos basas en forma de hojas de acanto que sustentan columnas salomónicas con los fustes enroscados y bordeados por lianas, las cuales llegan hasta el capitel que es del tipo orden compuesto entrecruzado con palmiforme, el cual era muy común durante la época colonial, el combinar órdenes y estilos de la era grecorromana. 
Sobre todo el conjunto se alza un hermoso dosel sobre el cual se levanta un resplandor en forma de sol de custodia dentro el cual se halla una pintura de dos tórtolas que hacen referencia al pasaje bíblico de la Presentación del Señor en el Templo referido en el evangelio de Lucas capítulo 2, versículo 21.Por lo que muy posiblemente este retablo fue destinado en sus orígenes a Nuestra Señora de la Candelaria. 
La imagen a la que se rinde culto en este retablo es la de Nuestra Señora de los Dolores, a la que a su llegada al templo se le fundó una cofradía que por desgracia desapareció con el paso de los años por diversos factores como lo fueron: la decadencia económica de la ciudad o las distintas guerras civiles que azotaron al país durante los años comprendidos entre los siglos XIX y XX. En la actualidad la escultura no hace parte de los desfiles sacros de la Semana Santa Mayor y no se tiene registro que alguna vez haya participado.

#### Altar de San José de Arimatea

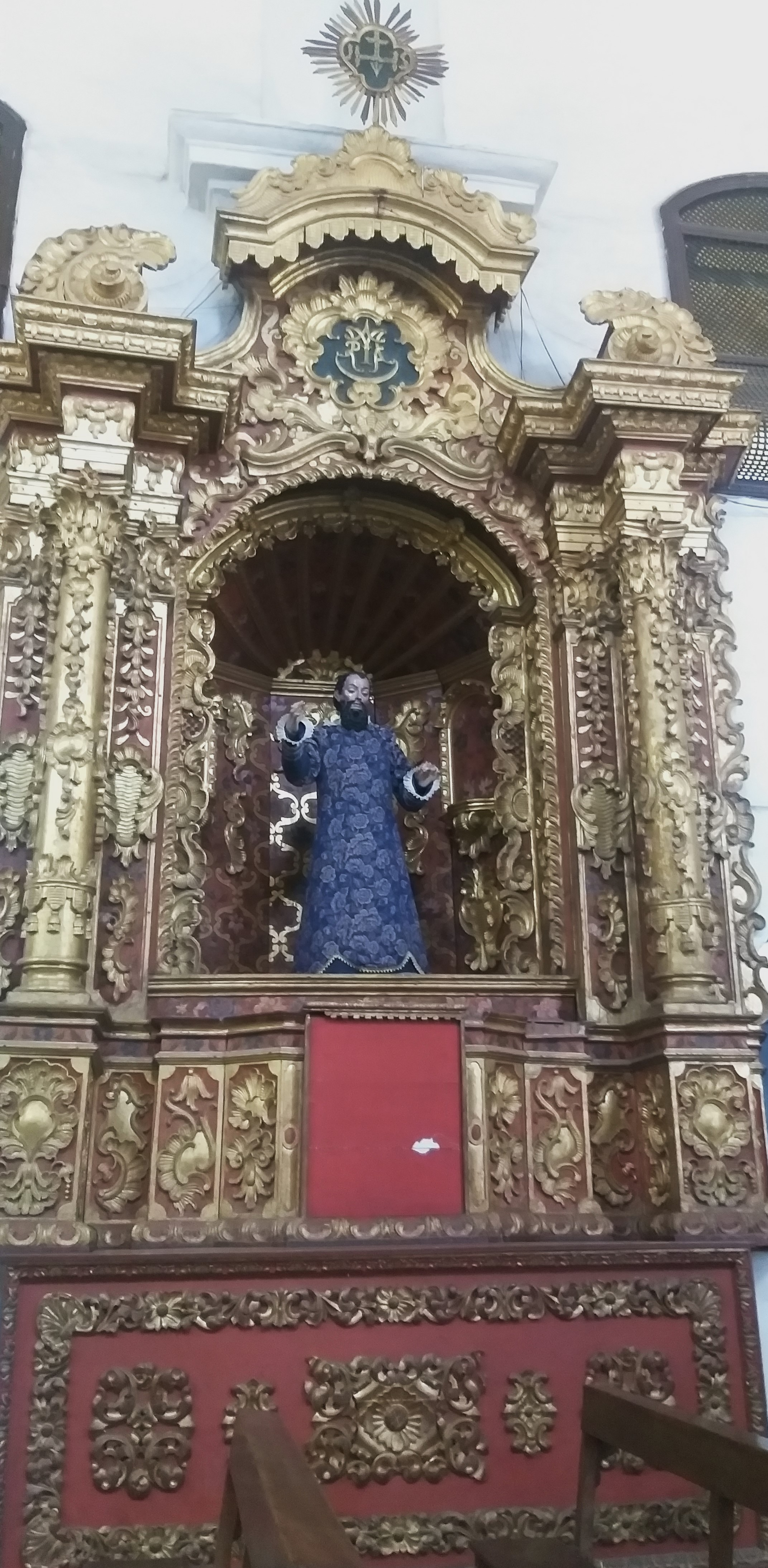
José de Arimatea entronizado en su retablo

El tercer retablo sobre la pared sur que da hacia el convento que hoy en día es el Colegio Mayor del Cauca, es una obra monumental del barroco payanes del maestro Sebastián o de la Encarnación. Consistente en un sotabanco en la parte inferior que servía en tiempo coloniales para las celebraciones litúrgicas, frente al altar esta el sagrario que hoy en día se ve sin decoración alguna, a la diestra e izquierda del mismo se levantan las bases que sustentan dos sendas columnas de fuste liso. 
Los capiteles usados con de orden compuestos, resaltando el uso de la hoja de acanto para la decoración, sobre el friso se levantan dos molduras que enmarcan a ambos lado a un hermoso dosel que encierra un monograma de la Virgen María sobre fondo azul, coronando todo el conjunto un sol de custodia con rayos dorados que contiene el monograma del nombre de Jesús (JHS o IHS: Iesus Hominum Salvator) que significa Jesús Salvador de los Hombres.
La imagen que es venerada en este espacio es la de San José de Arimatea, una talla quiteña del siglo XVII, la cual estuvo durante mucho tiempo guardada en la sacristía de la iglesia pero en el año 2005 fue rescatado y donado por el arquitecto Luis Eduardo Ayerbe, quien la incorporó en el paso de El Traslado de Cristo al Sepulcro, desfilando desde ese año hasta el día de hoy en la Procesión del Santo Entierro de Cristo del Viernes Santo y con sede en el Claustro de Nuestra Señora del Rosario de la Orden de los Predicadores.

#### Altar del Santo Cristo del Traslado

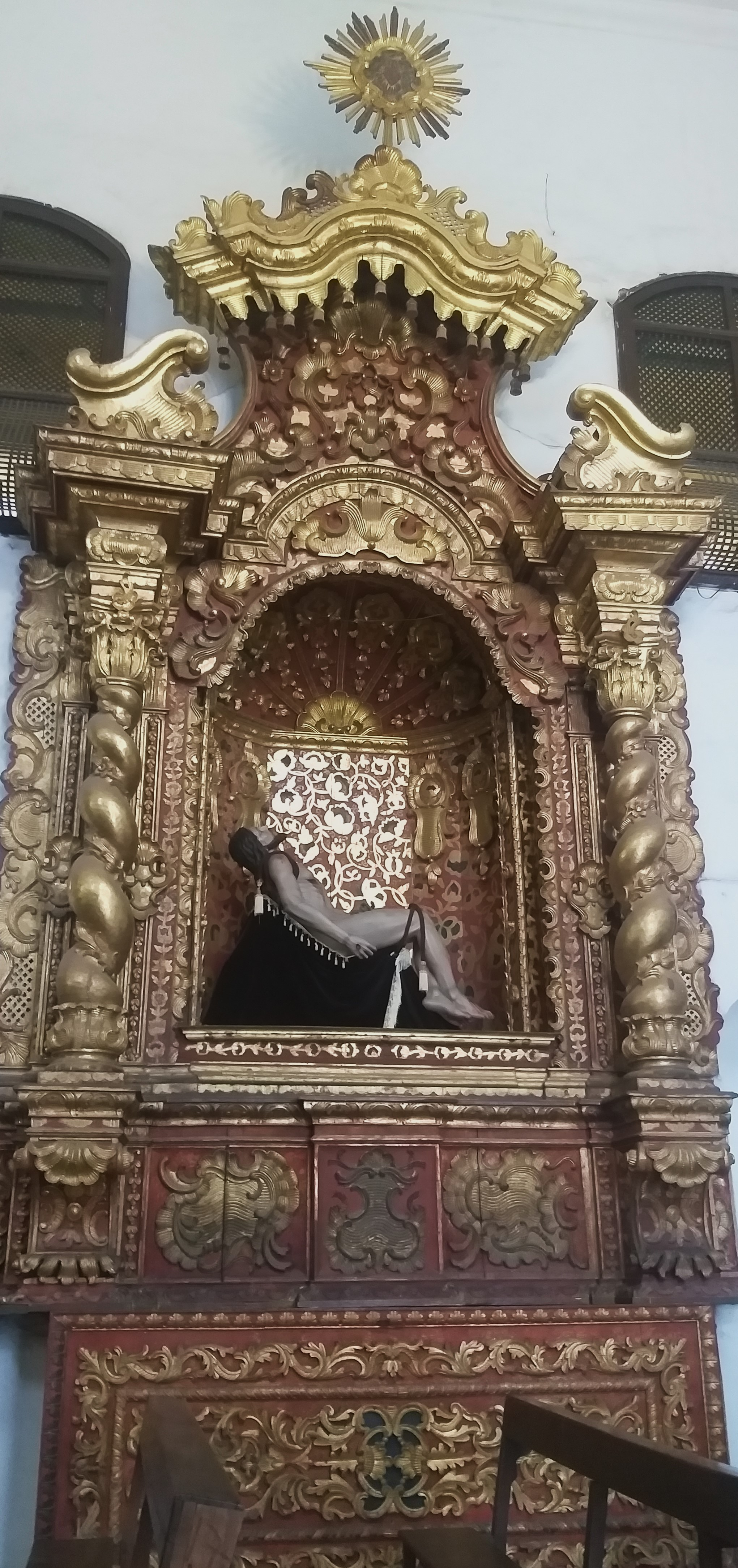
Bello altar custodiando al Cristo del Traslado.

El cuarto y penúltimo retablo sobre la pared sur que da hacia el convento que hoy en día es el Colegio Mayor del Cauca, es una exuberante obra típica de la escuela payanesa de ebanistería, con un sotabanco barroco sobre el que se instalaba un altar en el que en la época virreinal se celebraba la eucaristía para las fiestas particulares de la cofradía o celebraciones con aforo reducido
A ambos lados se ubican las basas en forma de hoja de acanto enrollado hacia enfrente que sustentan dos columnas de tipo salomónico bordeada en su fuste de lianas con flores, con capiteles de orden compuesto que sostienen un friso que están culminados por dos molduras, que a su vez flanquean la hornacina central y el dosel que es en forma de arco en cortina. 
Corona todo el conjunto un sol de custodia que encierra a una representación del Sagrado Corazón de Jesús rodeado por una corona de espinas y una llamarada de fuego brotando de su interior.
Este retablo custodia la imagen de El Santo Cristo del Traslado, una obra del maestro Alcides Montesdeoca hecha en la ciudad de San Antonio de Ibarra, Ecuador en el siglo XXI (siendo inspirado por el Cristo de la Caridad de la Hermandad de Santa Marta de la ciudad de Sevilla), la cual desde 2005 sale a desfilar en el paso de El Traslado de Cristo al Sepulcro en la Procesión del Santo Entierro de Cristo con sede en la Iglesia de Santo Domingo.

#### Altar de San Nicodemo

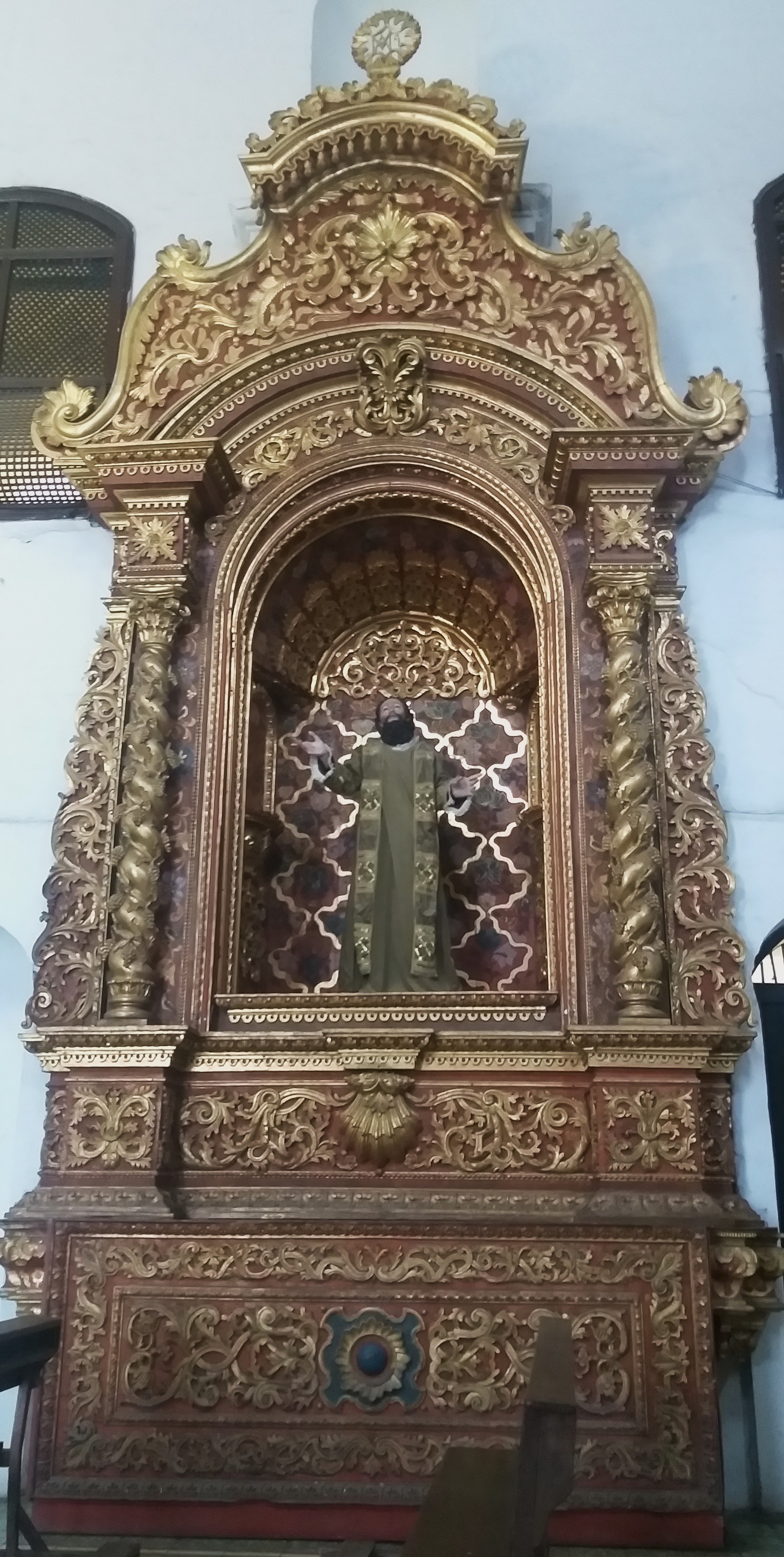
Retablo de hechura payanesa con su patrón

El quinto y último retablo sobre la pared sur que da hacia el convento que hoy en día es el Colegio Mayor del Cauca, es una elaborada creación del maestro de la Encarnación. A su izquierda se halla el coro de estilo bizantino. Consta de un sotabanco finamente trabajado y con una calidad de detalles excepcionales, contando con un orbe azul como centro de la decoración, sobre este se ponía un altar en el que se celebraba la antigua eucaristía en la forma del rito tridentino hasta antes de las normas establecidas después del Concilio Ecuménico Vaticano II.
A los lados de una concha barroca, símbolo de los peregrinos, se levantan dos columnas salomónicas con capiteles compuestos que sustentan un arquitrabe escalonado del que surge un arco carpanel rebajado que está coronado por un dosel en forma semicircular y culminado por un sol de custodia que tiene el monograma de la virgen en su interior, por lo que se piensa que estuvo en sus inicios dedicado a alguna advocación mariana.
La imagen que hoy en día es venerada en este espacio es la de San Nicodemo, una talla quiteña del siglo XVII, la cual fue rescatada de la sacristía de la iglesia en 2005 por el arquitecto Luis Eduardo Ayerbe, quien la incorporó al paso de El Traslado de Cristo al Sepulcro, desfilando desde ese año en la Procesión del Santo Entierro de Cristo del Viernes Santo y con sede en el Claustro de Nuestra Señora del Rosario de la Orden de los Predicadores.

### Altares laterales del costado norte

#### Altar de Santa Marta, María Auxiliadora y Rosa Mística

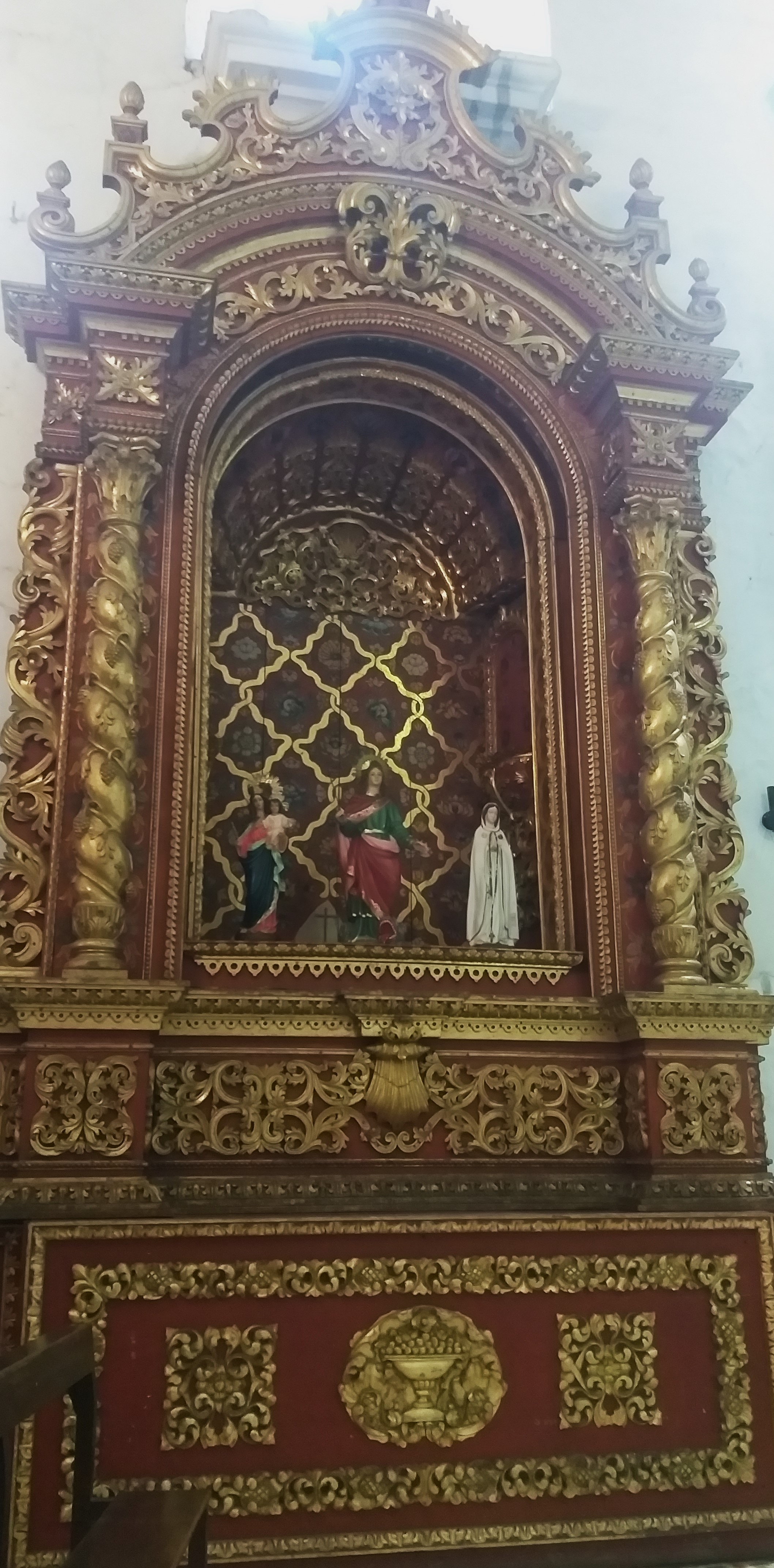
Las tres santas patronas en su altar

El primer retablo que se sitúa entre el arco toral que separa la nave del presbiterio y el primer acceso a la iglesia que se ubica en la pared norte que da hacia la Calle Real de las Catedrales o Calle 5. Consta en su parte inferior de un sotabanco finamente decorado en cuyo centro se halla una representación de un tazón lleno de frutos parecidos a las uvas, las cuales serían una representación del vino de la eucaristía y de la última cena. Sobre este espacio se yergue una concha o venera símbolo de los peregrinos a cuyos flancos se levantan basas decoradas con arabescos, de aquí salen dos sendas columnas salomónicas en cual fuste enroscado se bordean lianas de vid hasta los capiteles formados por hojas de acanto, ambos flanquean el nicho central en forma de arco de medio punto.
No se sabe con certeza a cual advocación estuvo dedicado el retablo en sus orígenes, más hoy en día hay tres tallas que presiden este altar, que son de hechora reciente y las cuales son:
- Santa Marta de Betania, con solemnidad el 29 de julio.
- María Auxiliadora, con solemnidad el 24 de mayo.
- María Rosa Mística, con solemnidad el 13 de julio.

#### Altar de Santa María Magdalena

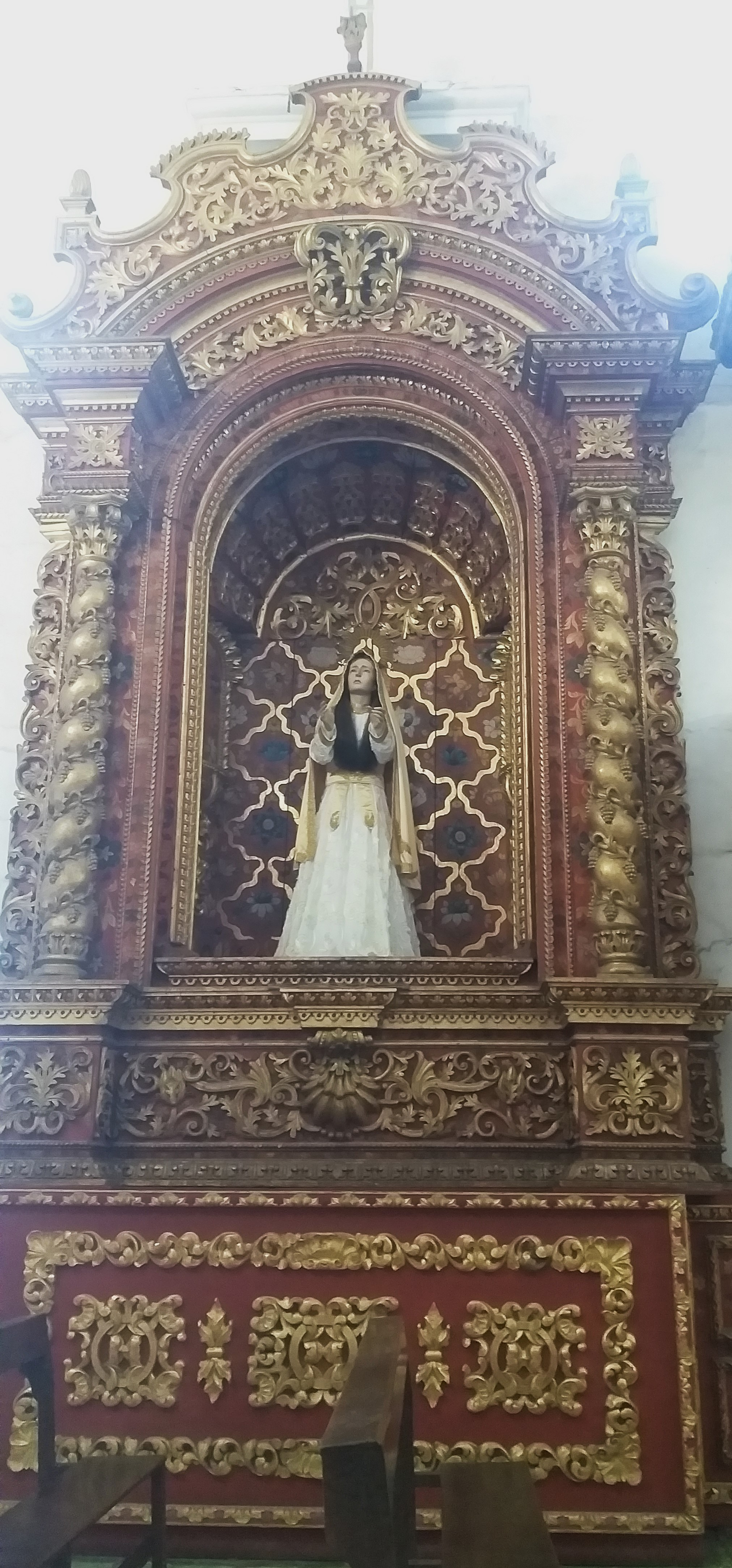
Retablo albergando a la Magdalena

El segundo y penúltimo retablo que se sitúa entre el púlpito a su izquierda que lo separa del primer acceso a la iglesia y a la derecha de la segunda entrada, ubicándose sobre la pared norte que da hacia la Calle Real de las Catedrales o Calle 5. La estructura consta de un altar en su parte inferior que es un sotabanco decorado con motivos barrocos, mientras que sobre el se alza una concha de peregrino, la cual era una decoración muy común para esos tiempos, flanqueándola se levantan las bases de las que se yerguen columnas de tipo salomónico con lianas de vid enroscadas a lo largo de sus fustes, el arquitrabe que los sostiene los capiteles de hoja de acanto sustenta un arco carpanel o rebajado que está coronado por un remate de molduras doradas.
La imagen a la que se le venera en este retablo en la actualidad es la de Santa María Magdalena, una talla procedente de la escuela quiteña del siglo XVIII, la cual sale desde el año 1993 en la recién establecida Procesión de Nuestro Señor Jesucristo Resucitado, celebrada durante la noche del Sábado Santo como conclusión de la Semana Santa de la ciudad, teniendo como sede la Catedral Basílica de Nuestra Señora de la Asunción de Popayán.

#### Altar de El Señor Caído

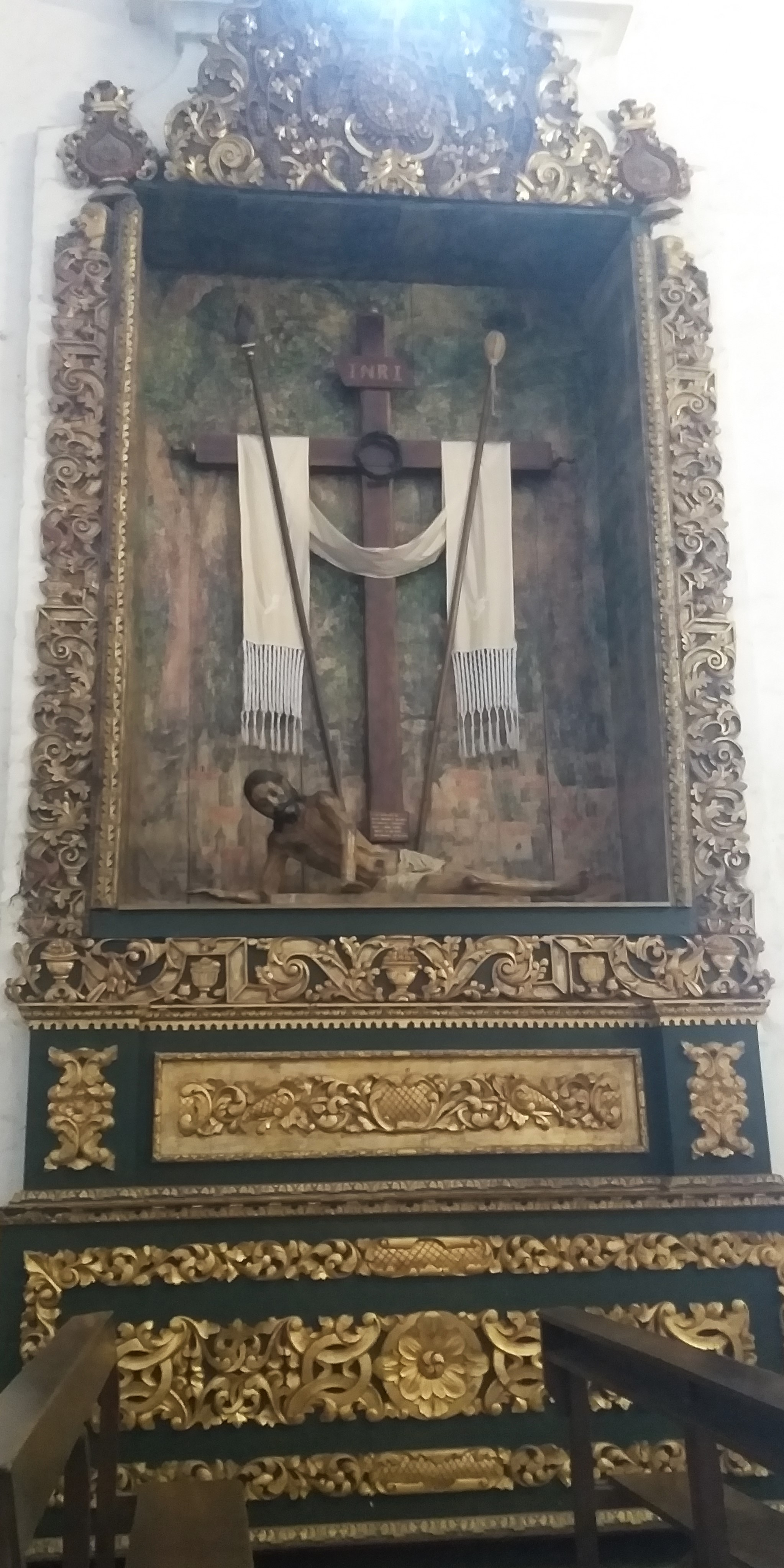
Destacable retablo con el Señor Caído

El tercer y último retablo que se sitúa entre la segunda entrada de acceso a la iglesia a su izquierda y a la derecha del coro de influencia bizantina, ubicándose sobre la pared norte que da hacia la Calle Real de las Catedrales o Calle 5. 
Es una singular pieza de arte de la ebanistería de la escuela payanesa, cuenta con un sotabanco decorado con arabescos, volutas y flores dorados sobre un fondo verde, algo que es resaltante, dado que los demás retablos cuentan con un color carmesí, sobre este espacio era usado para ser un altar. Por encima de este recinto se levanta una base de la cual surge un gran marco decorado con motivos barrocos como hojas de acanto, tazones llenos de frutos y molduras. El remate del altar cuenta en su centro con vides y unas escaleras flanqueando un medallón.
La imagen que se venera en este retablo es la del Señor Caído, una talla payanesa del siglo XVIII, que a su espalda se alza la Santa Vera Cruz rodeada por los Arma Christi como la lanza de Longinos, la caña con la esponja, la corona de espinas y el letrero de INRI. Esta escultura sale a desfilar durante la Procesión del Amo Jesús celebrada el Miércoles Santo y con sede en la Ermita de Jesús Nazareno.

## Púlpito

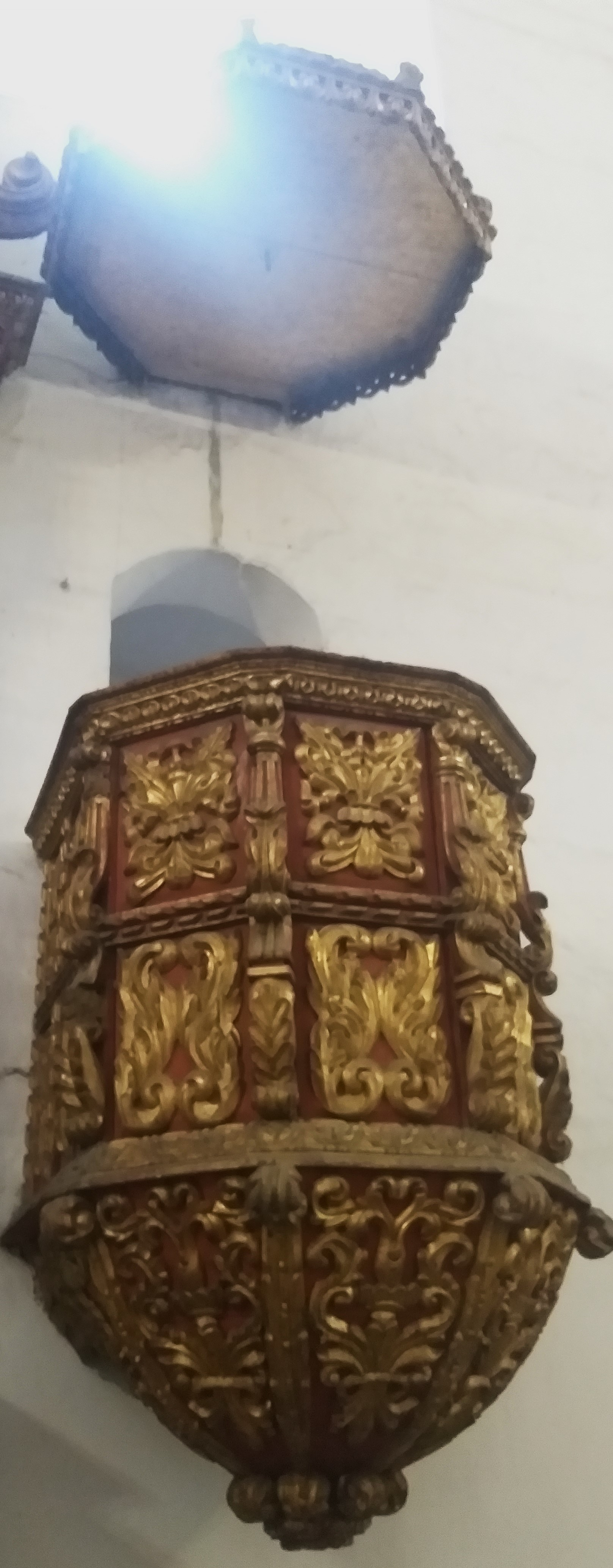
Púlpito colgante de la iglesia

Situado sobre la pared norte que da hacia la Calle Real de las Catedrales o Calle 5 entre la primera entrada de portones tachonados con hierro a  la izquierda, mientras que a su derecha se halla el retablo de Santa María Magdalena que lo separa de la segunda puerta gigante que da acceso a los fieles hacia la Iglesia de la Encarnación, un singular y único en su tipo en todo el centro histórico de la ciudad, dado que carece de pedestal, estando suspendida la cazuela o el flamero en el aire y anclado hacia el muro. Su acceso consiste en una escalera  que esta incrustada en medio de la pared y la lleva hacia el respaldo.
Cuenta con forma octogonal en su parte inferior, sustentados por una cazuela oval decorada por una flor de molduras en su inferior y hojas de acanto doradas, la tribuna dispone con paneles dobles en cada una de las ocho caras que están separadas por pilastras estípites con formas barrocas.
El tornavoz es de forma de ocho lados del mismo modo que la tribuna, su estructura es de una cúpula coronada en su cima por una flor semejante a la que se encuentra en la base del flamero colgante.

## Semana Santa

### Procesión de la Soledad

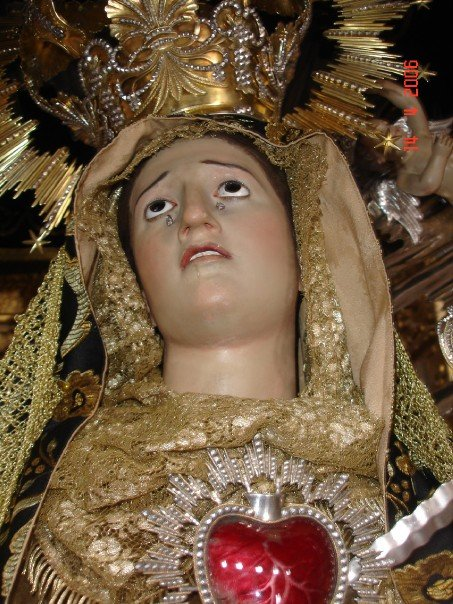
Virgen de la Soledad

Desde tiempos coloniales esta iglesia fue sede de la Procesión de Nuestra Señora de la Soledad, la cual salía durante la noche de vigilia del Sábado Santo como antelación de la Resurrección de Jesucristo, recorría el centro histórico y tenía como punto de inicio y llegada el Templo de las Monjas. 
En esta procesión salían los pasos de:
- Santísima Virgen Dolorosa de la Soledad. (Imagen española (Cádiz) atribuida a José Fernández Guerrero. Siglo XVIII).
- San Juan evangelista. (imagen quiteña. Siglo XVIII)

Esta procesión desapareció como tal durante el siglo XIX, pero no fue sino hasta que en el año de 1993, cuando se instituyó la Procesión de Nuestro Señor Jesucristo Resucitado en la noche del Sábado Santo por mediación del arzobispo de Popayán de ese entonces monseñor Alberto Giraldo Jaramillo, que también dio fin al desfile sacro realizado durante el Domingo de Resurrección y que tenía como sede a la Iglesia de El Carmen y concluía en la Catedral.

### Actualidad
Hoy en día, la iglesia de la Encarnación no es sede de ningún desfile sacro, pero es utilizada para custodiar varios pasos que no caben en sus respectivos templos debidos a la falta de espacio disponible. Entre los pasos que actualmente se arman y resguardan aquí hasta el día que procesionan son:
- Nuestra Señora la Virgen de la Pascua. (imagen talla de Alcides Montesdeoca. 1996 (Ibarra, Ecuador)). Sale durante la Procesión de Nuestro Señor Jesucristo Resucitado en el Sábado Santo con sede en la Catedral de Popayán.
- La Dolorosa. (Imagen española (Escuela artística de Sevilla). Siglo XVI). Sale durante la Procesión del Amo Jesús en el Miércoles Santo con sede en la Ermita de Jesús Nazareno.
- El traslado de Cristo al sepulcro. (El Señor imagen de (Ibarra, Ecuador) obra de Alcides Montesdeoca, inspirado en el Cristo de la caridad de la Hermandad de Santa Marta (Sevilla) Siglo XXI, José de Arimatea y Nicodemo imágenes del siglo XVII de origen quiteño) Sale durante la Procesión del Santo Entierro de Cristo en el Viernes Santo con sede en la Iglesia de Santo Domingo.
- El Cristo de la Buena Muerte. (Imagen Francesa (Perteneció a la Orden de los Camilianos). Siglo XVII) Sale durante la Procesión del Amo Jesús en el Miércoles Santo con sede en la Ermita de Jesús Nazareno.
- María Magdalena. (Imagen quiteña. Siglo XVIII) Sale durante la Procesión de Nuestro Señor Jesucristo Resucitado en el Sábado Santo con sede en la Catedral de Nuestra Señora de la Asunción de Popayán.
- Los azotes (imágenes quiteñas. Siglo XVIII) Sale durante la Procesión del Amo Jesús en el Miércoles Santo con sede en la Ermita de Jesús Nazareno.